# Lamellisabella minuta
Lamellisabella minuta är en ringmaskart som beskrevs av Ivanov 1963. Lamellisabella minuta ingår i släktet Lamellisabella och familjen skäggmaskar. Inga underarter finns listade i Catalogue of Life.